# 1564.
◄ | 15. stoljeće | 16. stoljeće | 17. stoljeće | ►
◄ | 1530-ih | 1540-ih | 1550-ih | 1560-ih | 1570-ih | 1580-ih | 1590-ih | ►
◄◄ | ◄ | 1561. | 1562. | 1563. | 1564. | 1565. | 1566. | 1567. | ► | ►►
Arhitektura • Astronomija • Glazba • Kazalište • Kiparstvo • Knjige • Književnost • Kršćanstvo • Medicina • Politika • Pravo • Promet • Slikarstvo • Znanost

## Rođenja
- 15. veljače – Galileo Galilei, talijanski matematičar, fizičar i astronom († 1642.)
- 26. veljače – Christopher Marlowe, engleski književnik († 1593.)
- 23. travnja – William Shakespeare,  engleski književnik, kazališni glumac i redatelj, († 1616.)

## Smrti
- 18. veljače – Michelangelo Buonarroti, talijanski renesansni slikar, kipar i arhitekt (* 1475.)
- 15. listopada – Andreas Vesalius, flamanski liječnik (* 1514.)

## Vanjske poveznice
|  | Zajednički poslužitelj ima još gradiva o temi 1564. |